# Curtil-Vergy
Curtil-Vergy ist eine französische Gemeinde mit 156 Einwohnern (Stand 1. Januar 2022) und einer Fläche von 2,7 km² im Département Côte-d’Or in der Region Bourgogne-Franche-Comté in Frankreich. Sie gehört zum Weinbaugebiet Haute Côte de Nuits und liegt im nördlichen Teil der Côte de Beaune, etwa acht Kilometer von Nuits-Saint-Georges entfernt westlich von der RN 74 auf einer Höhe zwischen 294 und 516 m über dem Meer.

## Geschichte
Im 9. Jahrhundert wurde die unter der Verwaltung von Cluny stehende Abtei Saint-Vivant gegründet.

## Sehenswürdigkeiten

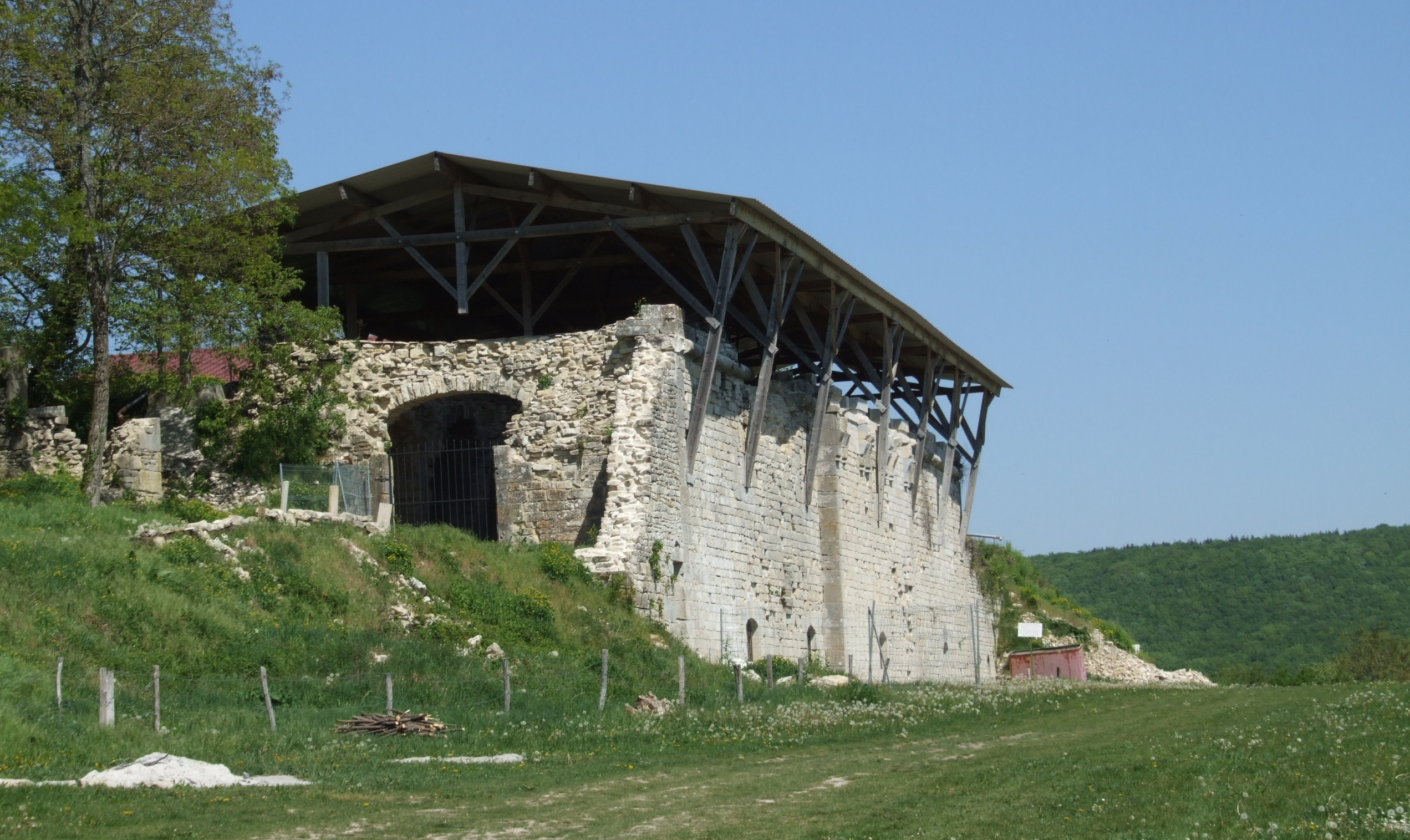
Ruinen des ehemaligen Klosters

- Hotel Le Manassès mit einem kleinen angeschlossenen Weinmuseum
- Ruinen des ehemaligen Klosters St-Vivant

## Weinbau in Curtil-Vergy
In Curtil-Vergy sind mehrere Winzer ansässig, deren Weinberge über den ganzen Bereich Côte de Nuits und Haute Côte de Nuits verstreut sind.